# Kenneth Salters
Kenneth Salters (* um 1978 in New Haven (Connecticut)) ist ein US-amerikanischer Jazzmusiker (Schlagzeug, Komposition) des Modern Jazz.

## Leben und Wirken
Salters wuchs in Columbia, South Carolina auf und war zunächst als Posaunist aktiv, bevor er ab 1999 Perkussion an der University of South Carolina studierte. Nach seinem Umzug nach New York City 2006 arbeitete er in der dortigen Jazzszene mit Jazz- und R&B-Musikern wie Don Byron, Chris Potter Aretha Franklin, Myron Walden, Oz Noy, Bert Ligon, Michael Dease, Wycliffe Gordon, Fred Wesley, Steve Houghton, Gordon Goodwin und Ron Westray. Unter eigenem Namen legte Salters das Album Enter to Exit (Destiny Records) mit Eigenkompositionen vor; mitwirkende Musiker waren u. a. Matt Holman, Myron Walden, Brad Whiteley, Shai Maestro, Akira Ishiguro und Spencer Murphy. Im Bereich des Jazz war er zwischen 2007  und 2016 an neun Aufnahmesessions beteiligt, u. a. mit Tivon Pennicott. Gegenwärtig (2019) spielt er im David Berkman Sextett (Six of One) und leitet die Formationen Kennci 4 (mit Eric Wheeler und Philip Dizack) bzw. Kenn Salters Haven, mit Matt Holman, Tivon Pennicott, Myron Walden, Aki Ishiguro, Brad Whiteley und Rick Rosato, außerdem im Sextett der Pianistin Arcoiris Sandoval.